# Nicolas Birtz
Nicolas Birtz (Esch-sur-Alzette, 17 marzo 1922 – Dudelange, 20 marzo 2006) è stato un calciatore lussemburghese, di ruolo centrocampista.

## Carriera

### Club
Ha sempre giocato nel campionato lussemburghese.

### Nazionale
Ha rappresentato la Nazionale del suo paese alle Olimpiadi del 1948.